# Эрнан Торахский
Эрнан (умер ок. 650 года) — святой игумен Торахский. День памяти — 17 августа.

## Биография
Святой Эрнан из Тораха (Ernan of Torach) был сыном Колмана, потомка Эогана мак Нейлла.
Эрнана включают в список учеников святого Колумбы. Колумба основал монастырь на острове Торах (Torach), или Тори (Tory), что на северо-западе от побережья Донегала. Доподленно неизвестно, сопровождал ли Эрнан святого Колумбу, так как это не согласуется с хронологией. Тем не менее, святой Эрнан был избран настоятелем монастыря и стал с годами почитаться как местный покровитель.
Агиограф Колган, по некоторому мнению, ошибочно, отождествил его со святым Эрнаном из Клювэн-Диогры. Высказывалось предположение, что речь идёт о том самом Эрнане, о котором упоминалось в послании папы римского Иоанна IV прелатам северной Ирландии, датируемом 640 годом. Если это так, то Эрнан должен был быть достаточно важной персоной. В целом, вопрос о разделении житий трёх Эрнанов, дискутируемый Колганом, Джоном Ланиганом и О’Ханлоном, слишком сложен для решения.